# Nogometno Društvo Gorica 2013-2014
Questa voce raccoglie le informazioni riguardanti il Nogometno Društvo Gorica nelle competizioni ufficiali della stagione 2013-2014.

## Maglie e sponsor
Per questa stagione, lo sponsor tecnico è Erreà, mentre lo sponsor ufficiale è stato dapprima HiT, poi Energy Ti Group.
| Prima divisa | Seconda divisa |

## Rosa
| N. |                         | Ruolo | Calciatore          |
| -- | ----------------------- | ----- | ------------------- |
| 1  | Slovenia (bandiera)     | P     | Matija Radikon      |
| 2  | Italia (bandiera)       | D     | Alessio Codromaz    |
| 3  | Slovenia (bandiera)     | D     | Uroš Celcer         |
| 4  | Italia (bandiera)       | D     | Fabio Lebran        |
| 4  | Burkina Faso (bandiera) | C     | Yves Benoit Bationo |
| 6  | Slovenia (bandiera)     | C     | Luka Tragin         |
| 7  | Slovenia (bandiera)     | C     | Amedej Vetrih       |
| 8  | Slovenia (bandiera)     | D     | Matija Širok        |
| 9  | Italia (bandiera)       | A     | Massimo Coda        |
| 10 | Italia (bandiera)       | A     | Gianluca Lapadula   |
| 11 | Senegal (bandiera)      | A     | Welle N'Diaye       |
| 12 | Slovenia (bandiera)     | P     | Vasja Šimčič        |
| 13 | Italia (bandiera)       | D     | Francesco Checcucci |
| 14 | Slovenia (bandiera)     | C     | Jaka Kolenc         |
| 15 | Panama (bandiera)       | A     | Jorman Aguilar      |
| 16 | Slovenia (bandiera)     | A     | Saša Živec          |
| 17 | Belgio (bandiera)       | A     | Floriano Vanzo      |
| 17 | Nigeria (bandiera)      | A     | Amarachi Osuji      |
| 18 | Italia (bandiera)       | C     | Filippo Boniperti   |
| 19 | Ghana (bandiera)        | D     | Bright Addae        |
| 19 | Uruguay (bandiera)      | A     | Gonzalo Mastriani   |
| 20 | Slovenia (bandiera)     | C     | Robi Jakovljević    |
| 21 | Italia (bandiera)       | C     | Francesco Finocchio |
| 23 | Slovenia (bandiera)     | D     | Tine Kavčič         |
| 24 | Slovenia (bandiera)     | A     | Jan Dornik          |

| N. |                      | Ruolo | Calciatore             |
| -- | -------------------- | ----- | ---------------------- |
| 26 | Slovenia (bandiera)  | C     | Amel Džuzdanović       |
| 27 | Slovenia (bandiera)  | D     | Alen Jogan (capitano)  |
| 29 | Camerun (bandiera)   | D     | Solomon Enow           |
| 30 | Slovenia (bandiera)  | P     | Januš Štrukelj         |
| 31 | Brasile (bandiera)   | D     | Ronaldo Vanin          |
| 32 | Italia (bandiera)    | A     | Daniele Bazzoffia      |
| 33 | Slovenia (bandiera)  | D     | Taulant Kadrija        |
| 36 | Italia (bandiera)    | D     | Alessandro Favalli     |
| 39 | Tunisia (bandiera)   | C     | Nabil Taïder           |
| 50 | Brasile (bandiera)   | C     | Vicente                |
| 55 | Italia (bandiera)    | C     | Luca Berardocco        |
| 61 | Italia (bandiera)    | A     | Gianvito Misuraca      |
| 62 | Italia (bandiera)    | D     | Marco Modolo           |
| 71 | Italia (bandiera)    | P     | Alex Cordaz            |
| 73 | Somalia (bandiera)   | D     | Abel Gigli             |
| 77 | Slovenia (bandiera)  | C     | Boštjan Frelih         |
| 78 | Lituania (bandiera)  | A     | Tomas Danilevičius     |
| 79 | Francia (bandiera)   | D     | Abdelaye Diakité       |
| 88 | Italia (bandiera)    | P     | Ivan Cacchioli         |
| 90 | Nigeria (bandiera)   | C     | Marshal Johnson        |
| 93 | Albania (bandiera)   | A     | Irdi Rapaj             |
| 94 | Ungheria (bandiera)  | C     | Sebestyén Ihrig-Farkas |
| 99 | Rep. Ceca (bandiera) | C     | Nicolas Šumský         |
| -  | Perù (bandiera)      | A     | Jhonny Vidales         |
| -  | Slovenia (bandiera)  | A     | Valdrin Kadrija        |

## Calciomercato

### Sessione estiva
| Acquisti         | Acquisti               | Acquisti | Acquisti   |
| R.               | Nome                   | a        | Modalità   |
| ---------------- | ---------------------- | -------- | ---------- |
| P                | Alex Cordaz            | Parma    | prestito   |
| D                | Francesco Checcucci    | Parma    | prestito   |
| D                | Abdelaye Diakite       | Parma    | prestito   |
| D                | Solomon Enow           | Parma    | prestito   |
| D                | Alessandro Favalli     | Parma    | prestito   |
| D                | Abel Gigli             | Parma    | prestito   |
| D                | Fabio Lebran           | Parma    | prestito   |
| D                | Marco Modolo           | Parma    | prestito   |
| C                | Bright Addae           | Parma    | prestito   |
| C                | Luca Berardocco        | Parma    | prestito   |
| C                | Sebestyén Ihrig-Farkas | Parma    | prestito   |
| C                | Nicolas Šumský         | Parma    | prestito   |
| C                | Nabil Taïder           | Parma    | prestito   |
| C                | Vicente                | Parma    | prestito   |
| C                | Saša Živec             | Domžale  | prestito   |
| A                | Jorman Aguilar         | Parma    | prestito   |
| A                | Daniele Bazzoffia      | Parma    | prestito   |
| A                | Massimo Coda           | Parma    | prestito   |
| A                | Tomas Danilevičius     | Parma    | prestito   |
| A                | Gianluca Lapadula      | Parma    | prestito   |
| A                | Gianvito Misuraca      | Parma    | prestito   |
| A                | Irdi Rapaj             |          | svincolato |
| A                | Floriano Vanzo         | Parma    | prestito   |
| Altre operazioni |                        |          |            |
| D                | Uroš Celcer            | Parma    | prestito   |
| D                | Alen Jogan             | Parma    | prestito   |

| Cessioni         | Cessioni        | Cessioni           | Cessioni      |
| R.               | Nome            | a                  | Modalità      |
| ---------------- | --------------- | ------------------ | ------------- |
| P                | Janus Strukelj  | NK Brda            | prestito      |
| D                | Jani Curk       | Primorje           | prestito      |
| D                | Miha Gregoric   |                    | svincolato    |
| D                | Klemen Jerkic   |                    | svincolato    |
| C                | Jean Mbida      | Catania            | fine prestito |
| C                | Nedim Durić     | Olimpik Sarajevo   | definitivo    |
| C                | Valdrin Kadrija | NK Brda            | prestito      |
| C                | Miha Mevlja     | Losanna            | definitivo    |
| C                | Alen Pavič      | Real Vicenza       | definitivo    |
| C                | Nejc Praprotnik | Atalanta           | fine prestito |
| C                | Marko Rojc      | Austria Klagenfurt | svincolato    |
| C                | Dejan Žigon     |                    | svincolato    |
| A                | Sandi Bremec    | NK Brda            | svincolato    |
| A                | Jani Sturm      | Koper              | svincolato    |
| Altre operazioni |                 |                    |               |
| D                | Uroš Celcer     | Parma              | definitivo    |
| D                | Alen Jogan      | Parma              | definitivo    |

### Sessione invernale
| Acquisti | Acquisti            | Acquisti | Acquisti |
| R.       | Nome                | a        | Modalità |
| -------- | ------------------- | -------- | -------- |
| P        | Ivan Cacchioli      | Parma    | prestito |
| C        | Yves Bationo        | Parma    | prestito |
| C        | Filippo Boniperti   | Parma    | prestito |
| C        | Francesco Finocchio | Parma    | prestito |
| C        | Marshal Johnson     | Parma    | prestito |
| C        | Amedej Vetrih       | Parma    | prestito |
| A        | Osuji Amarachi      | Parma    | prestito |
| A        | Gonzalo Mastriani   | Parma    | prestito |
| A        | Jhonny Vidales      | Parma    | prestito |

| Cessioni | Cessioni               | Cessioni | Cessioni      |
| R.       | Nome                   | a        | Modalità      |
| -------- | ---------------------- | -------- | ------------- |
| P        | Vasja Šimčič           | Koper    | prestito      |
| D        | Francesco Checcucci    | Parma    | fine prestito |
| D        | Abdelaye Diakité       | Parma    | fine prestito |
| D        | Fabio Lebran           | Parma    | fine prestito |
| C        | Bright Addae           | Parma    | fine prestito |
| C        | Bostjan Frelih         | Adria    | prestito      |
| C        | Sebestyén Ihrig-Farkas | Parma    | fine prestito |
| C        | Nicolas Šumský         | Parma    | fine prestito |
| C        | Nabil Taïder           | Parma    | fine prestito |
| C        | Amedej Vetrih          | Parma    | definitivo    |
| A        | Jorman Aguilar         | Parma    | fine prestito |
| A        | Floriano Vanzo         | Parma    | fine prestito |
| A        | Saša Živec             | Domžale  | fine prestito |

## Risultati

### Prva liga
| Arbitro: | Miran Bukovec (Lendava) |

|  |           |          |
|  | Marcatori | 42’ Coda |

| Arbitro: | Bojan Mertik (Odranci) |

|           |           |           |
| Krcič 89’ | Marcatori | 80’ Živec |

| Arbitro: | Damir Skomina (Capodistria) |

|               |           |                          |
| N'Diaye 90+2’ | Marcatori | 88’ Banovič 90+3’ Pihler |

| Arbitro: | Darko Čeferin (Kranj) |

|  |           |                      |
|  | Marcatori | 26’ N'Diaye 46’ Coda |

| Arbitro: | Slavko Vinčić (Maribor) |

|           |           |                |
| Živec 29’ | Marcatori | 86’ Bratanovič |

| Arbitro: | Dragoslav Perić (Kranj) |

|                       |           |          |
| Palčič 19’ Čovilo 26’ | Marcatori | 31’ Coda |

| Arbitro: | Bojan Mertik (Odranci) |

|                                                |           |                    |
| Lapadula 16’ Vetrih 30’ Coda 36’ Bazzoffia 82’ | Marcatori | 39’ (rig.) Omladič |

| Arbitro: | Davor Drečnik (Hrastnik) |

|             |           |              |
| Tavares 27’ | Marcatori | 82’ Lapadula |

| Arbitro: | Dragoslav Perić (Kranj) |

|                            |           |  |
| Misuraca 34’ Bazzoffia 86’ | Marcatori |  |

| Arbitro: | Davor Drečnik (Hrastnik) |

|                                      |           |            |
| Lapadula 13’ Misuraca 50’ Coda 90+2’ | Marcatori | 63’ Majcen |

| Arbitro: | Nejc Kajtazović (Kranj) |

|          |           |                        |
| Coda 62’ | Marcatori | 71’ Košnik 81’ Novosel |

| Arbitro: | Andrej Žnidaršič (Kranj) |

|            |           |            |
| Parker 54’ | Marcatori | 29’ Kavčič |

| Arbitro: | Slavko Vinčić (Maribor) |

|                                                                    |           |  |
| Coda 22’ Misuraca 29’ (rig.) Kurbus 36’ (aut.) Lapadula 60’ (rig.) | Marcatori |  |

| Arbitro: | Mitja Žganec (Lubiana) |

|                     |           |             |
| Eterovič 36’, 90+1’ | Marcatori | 5’ Misuraca |

| Arbitro: | Bojan Mertik (Odranci) |

|                                              |           |  |
| Lapadula 14’ Živec 60’ Misuraca 90+2’ (rig.) | Marcatori |  |

| Arbitro: | Damir Skomina (Capodistria) |

|                           |           |                       |
| Anđelkovič 55’ Šporar 77’ | Marcatori | 47’ Coda 82’ Lapadula |

| Arbitro: | Dragoslav Perić (Kranj) |

|           |           |                       |
| Živec 33’ | Marcatori | 39’ Tavares 83’ Bohar |

| Arbitro: | Andrej Žnidaršič (Kranj) |

|  |           |              |
|  | Marcatori | 41’ Lapadula |

| Arbitro: | Miran Bukovec (Lendava) |

|            |           |                                              |
| Diallo 76’ | Marcatori | 4’, 40’ Coda 57’, 79’ Bazzoffia 62’ Misuraca |

| Arbitro: | Sašo Habjanič (Murska Sobota) |

|  |           |          |
|  | Marcatori | 13’ Coda |

| Arbitro: | Slavko Vinčić (Maribor) |

|              |           |                  |
| Lapadula 12’ | Marcatori | 6’ (rig.) Parker |

| Arbitro: | Dragoslav Perić (Kranj) |

|              |           |                                     |
| Kelenc 90+2’ | Marcatori | 12’ Coda 26’ Boniperti 84’ Lapadula |

| Nova Gorica 22 marzo 2014, ore 20:05 CET 23ª giornata | Gorica                  | 0 – 0 (0-0) referto | Rudar Velenje | Športni park Nova Gorica (500 spett.)\| Arbitro: \| Dejan Balažič (Lubiana) \| |
| Arbitro:                                              | Dejan Balažič (Lubiana) |                     |               |                                                                                |

| Arbitro: | Slavko Vinčić (Maribor) |

|               |           |  |
| Štromajer 74’ | Marcatori |  |

| Nova Gorica 5 aprile 2014, ore 20:05 CEST 25ª giornata | Gorica                  | 0 – 0 (0-0) referto | Olimpia Lubiana | Športni park Nova Gorica (600 spett.)\| Arbitro: \| Miran Bukovec (Lendava) \| |
| Arbitro:                                               | Miran Bukovec (Lendava) |                     |                 |                                                                                |

| Arbitro: | Mitja Žganec (Lubiana) |

|                            |           |  |
| Cvijanović 41’, 60’ (rig.) | Marcatori |  |

| Arbitro: | Andrej Žnidaršič (Kranj) |

|                                                    |           |  |
| Vetrih 14’ Coda 36’, 39’ Misuraca 47’ Lapadula 63’ | Marcatori |  |

| Arbitro: | Roberto Ponis (Capodistria) |

|          |           |            |
| Coda 33’ | Marcatori | 58’ Majcen |

| Arbitro: | Miran Bukovec (Lendava) |

|              |           |  |
| Boniperti 6’ | Marcatori |  |

| Arbitro: | Roman Glažar (Hajdina) |

|           |           |               |
| Aneff 21’ | Marcatori | 65’ Finocchio |

| Arbitro: | Tadej Mežnar (Maribor) |

|                                                        |           |  |
| Boniperti 9’, 26’ Misuraca 63’ Danilevičius 69’ (rig.) | Marcatori |  |

| Arbitro: | Nejc Kajtazović (Kranj) |

|                                     |           |                             |
| Črnčič 10’ Rotman 26’ Bubalovič 68’ | Marcatori | 11’ Bazzoffia 78’ Finocchio |

| Arbitro: | Bojan Mertik (Odranci) |

|  |           |            |
|  | Marcatori | 30’ Lotrič |

| Arbitro: | Vojko Goričan (Loče pri Poljčanah) |

|  |           |               |
|  | Marcatori | 18’, 59’ Coda |

| Arbitro: | Mitja Žganec (Lubiana) |

|              |           |                          |
| Lapadula 51’ | Marcatori | 84’ Živko 87’ Stojanovič |

| Arbitro: | Slavko Vinčić (Maribor) |

|  |           |                        |
|  | Marcatori | 52’ Mastriani 79’ Coda |

### Pokal Slovenije

#### Primo turno
| Arbitro: | Darjan Kovačič (Grosuplje) |

|  |           |                            |
|  | Marcatori | 63’ Vanzo 80’ Danilevičius |

#### Secondo turno
| Arbitro: | Vojko Goričan (Loče pri Poljčanah) |

|  |           |                                                                  |
|  | Marcatori | 8’ (aut.) Vuković 19’ Danilevičius 31’ Bazzoffia 80’ (aut.) Tevž |

#### Quarti di finale
| Arbitro: | Andrej Žnidaršič (Kranj) |

|  |           |                  |
|  | Marcatori | 57’ Danilevičius |

| Arbitro: | Asmir Sagrković (Vrhnika) |

|                              |           |               |
| N'Diaye 8’ Lapadula 28’, 45’ | Marcatori | 20’ Jovanović |

#### Semifinale
| Arbitro: | Davor Drečnik (Hrastnik) |

|  |           |                |
|  | Marcatori | 90+2’ Misuraca |

| Arbitro: | Bojan Mertik (Odranci) |

|                                  |           |              |
| Lapadula 29’ Misuraca 86’ (rig.) | Marcatori | 62’ Podlogar |

#### Finale
| Arbitro: | Damir Skomina (Capodistria) |

|  |           |                    |
|  | Marcatori | 79’, 86’ Finocchio |

| Maribor | Gorica |

##### Formazioni
| Maribor: (4-4-2) |    |                     |     |     |
|                  |    |                     |     |     |
| P                | 35 | Jasmin Handanovič   |     |     |
| D                | 6  | Martin Milec        |     |     |
| D                | 26 | Aleksander Rajčevič |     |     |
| D                | 44 | Arghus              |     |     |
| D                | 28 | Mitja Viler         |     |     |
| C                | 20 | Goran Cvijanovič    |     | 76’ |
| C                | 70 | Aleš Mertelj        |     | 80’ |
| C                | 5  | Željko Filipović    |     |     |
| C                | 22 | Dare Vršič          |     |     |
| A                | 9  | Marcos Tavares (c)  |     |     |
| A                | 17 | Nusmir Fajić        | 44’ |     |
| A disposizione:  |    |                     |     |     |
| P                | 1  | Aljaž Cotman        |     |     |
| D                | 7  | Aleš Mejač          |     |     |
| D                | 36 | Žiga Živko          |     |     |
| C                | 21 | Amir Dervišević     |     |     |
| C                | 39 | Damjan Bohar        |     | 76’ |
| C                | 92 | Matic Črnic         |     |     |
| A                | 14 | Jean-Philippe Mendy |     | 80’ |
| Allenatore:      |    |                     |     |     |
| Ante Šimundža    |    |                     |     |     |

| Gorica: (4-3-3) |    |                     |       |     |
|                 |    |                     |       |     |
| P               | 71 | Alex Cordaz         |       |     |
| D               | 36 | Alessandro Favalli  |       |     |
| D               | 62 | Marco Modolo        |       |     |
| D               | 73 | Abel Gigli          | 59’   |     |
| D               | 31 | Ronaldo Vanin       |       |     |
| C               | 7  | Amedej Vetrih (c)   |       | 85’ |
| C               | 55 | Luca Berardocco     | 68’   |     |
| C               | 61 | Gianvito Misuraca   |       |     |
| A               | 10 | Gianluca Lapadula   |       | 82’ |
| A               | 9  | Massimo Coda        |       |     |
| A               | 18 | Filippo Boniperti   |       | 73’ |
| A disposizione: |    |                     |       |     |
| P               | 88 | Ivan Cacchioli      |       |     |
| D               | 8  | Matija Širok        |       |     |
| D               | 27 | Alen Jogan          |       | 82’ |
| C               | 21 | Francesco Finocchio | 90+3’ | 73’ |
| C               | 50 | Vicente             |       | 85’ |
| C               | 90 | Marshal Johnson     |       |     |
| A               | 32 | Daniele Bazzoffia   |       |     |
| Allenatore:     |    |                     |       |     |
| Luigi Apolloni  |    |                     |       |     |